# Afonso Jesus
Afonso Maria Basto de Jesus, noto semplicemente come Afonso Jesus (Lisbona, 6 gennaio 1998), è un giocatore di calcio a 5 portoghese, campione del mondo con la nazionale portoghese nel 2021 e campione europeo nel 2022.

## Carriera
Prodotto del vivaio dello Sporting Lisbona, con cui debutta in prima squadra, nel 2016 si trasferisce ai rivali del Benfica. Nel 2021 viene incluso nella lista definitiva dei convocati della nazionale portoghese per la Coppa del Mondo, vinta proprio dalla selezione lusitana.

## Palmarès

### Club
- Campionato portoghese: 1
Benfica: 2018-19
- Taça da Liga: 3
Benfica: 2017-18, 2018-19, 2019-20
- Coppa del Portogallo: 1
Benfica: 2022-23

### Nazionale
- Campionato mondiale: 1
Lituania 2021
- Campionato d'Europa: 1
Paesi Bassi 2022